# Graphania inconstans
Graphania inconstans là một loài bướm đêm trong họ Noctuidae.